# NGC 781
NGC 781 je galaksija u zviježđu Ovan.

## Vanjske poveznice
- SEDS: NGC 781